# Rapontigenina
Rapontigenina es un estilbenoide. Se puede aislar de Vitis coignetiae o de Gnetum cleistostachyum.
Muestra acción en las células de cáncer de próstata. Se ha demostrado que inhibe el citocromo humano P450 1A1, una enzima implicada en la biotransformación de una serie de compuestos cancerígenos e inmunotóxicos.
Inyectado en ratas, rapontigenina muestra una rápida glucuronidación y una pobre biodisponibilidad.